# Idaea burtti
Idaea burtti là một loài bướm đêm trong họ Geometridae.